# Pl@net Sphere
『Pl@net Sphere』（プラネット スフィア）は、声優ユニットのスフィアによるインターネットラジオ番組（冠番組）。2009年3月4日から2018年3月28日まではランティスウェブラジオにて配信されていた。2018年4月4日よりミュージックレイン公式ポータルサイトにて配信中。

## 概要
- パーソナリティ：スフィア（寿美菜子・高垣彩陽・戸松遥・豊崎愛生）
- 配信元：ランティスウェブラジオ→ミュージックレイン
- 配信時期：2009年3月4日 - （毎週水曜日更新、バックナンバーは5回分まで視聴可能）
- 司会進行（日直）はスフィアのメンバー4人が持ち回りで担当している[注 1]。

## 現在のテーマソング
いずれも、2019年下半期以降。両曲とも、スフィア10周年記念アルバム『10s』に収録
- オープニング：Pl@net Spheres!!
- エンディング：Music Powers→!!!!

## コーナー

### レギュラーコーナー
オープニング○○（#68～）
天の声からのお題にスフィアメンバーが答えるオープニングミニコーナー。
Club Love Sphere（#68～）
スフィアのメンバーが部長となり、クラブ活動を行っていくコーナー。
各メンバーの担当は寿の「昭和部」、高垣の「旅行部」、戸松の「吹奏楽部」、豊崎の「国語部」
Pl@net Sphere定点観測（#68～）
スフィアの活動報告や、リスナーからのライブや新曲などの感想を紹介するコーナー。
リンクドラマ（#68～）
スフィアが演じるドラマコーナー。毎月１つの「場所」を取り上げ、その場所を舞台にした一話完結のドラマを放送。同じ場所を舞台に設定しているため、毎週のドラマ内容は少しずつリンクする部分がある。
ふつおた
リスナーが見つけた面白い出来事や素朴な疑問など、ジャンルを問わず募集し、紹介する。

### 過去のコーナー
戸松遥の「バツゲーム研究所」
リスナーから募集したバツゲームを、バツゲーム好きの戸松遥が様々な角度から審査。その週の最優秀バツゲームを選定する。
仕切り役の戸松以外3名がバツゲームに挑戦するが、戸松自身が挑戦したり、または4人全員で挑戦することもある。
豊崎愛生の「対決☆でまかせ番長」
口ゲンカで使える“必殺技名”を募集し、それに豊崎が自ら考えた必殺技名で対抗。メンバーが勝敗を判定する。
寿美菜子の「ビューティフルひゅー麺ライフ」
リスナーから送られてきた調理法をそれぞれの麺で試し、どの麺が一番美味しいか、麺好きの寿が判定する。
そばは高垣、パスタは戸松、うどんは豊崎が調理を担当する。
高垣彩陽の「全国ぬるキャラ甲子園」
日本各地の土地柄を象徴する“ぬ〜るい”キャラクター名をリスナーに募集し、それを高垣が審査。その週の優勝都道府県を決定し、高垣がイメージソングと想像図を進呈する。
スフィア3分劇場「むか〜しむかしのものがっかり」
有名な民話、童話を面白おかしくアレンジし、スフィア4人が各自与えられた役を演じるコーナー。
物語は前編と後編に分けられ、2回の放送に渡って放送されることもある。
配役には語りが必ず1人含まれ、その他の3人で登場キャラクターを全て演じ分けるため、最大で1人7役をこなすこともある。なお、配役は毎回くじ引きで選んでいる。

## エピソード
- 第0回（2009年3月4日配信）は、一部内容が『ミュージックレインgirls 春のチョコまつり』内で行われた公開録音にて収録された（進行は豊崎が担当）。
- 第7回（2009年4月22日配信）では、1stシングル『Future Stream』発売記念特番として配信された（進行は戸松が担当）。通常コーナーを実施せず、メンバー4人による双六大会が開催された。双六のマスに書かれていることをメンバーが実行するのだが、シングルの宣伝を目的とした企画であるため、結果的に『Future Stream』と『Treasures!』が2回ずつオンエアされた。また、戸松と寿による『Futere Stream』のアカペラもそれぞれ披露された。なお、優勝者は戸松である。
- 第11回（2009年5月20日配信）では、第7回配信の双六大会で戸松が優勝し、その際与えられた優勝者への司令が『次の回のバツゲーム研究所のバツゲームを1人で受ける』というものであったことにより、戸松のみがバツゲームを受けている。
- 第32回（2009年10月14日配信）では、『高垣彩陽メロメロキュンキュン大作戦スペシャル』と題し、『対決☆でまかせ番長』の特別編が行われた（進行は豊崎）。これは、通常の『対決☆でまかせ番長』の要領で高垣に対する告白台詞などを紹介、勝敗の判定を高垣が単独で行うものである。
- 第37回（2009年11月18日配信）にて、2週間の放送休止が告知された。なお、放送休止中には、戸松、寿による放送休止のコメント（2種類）が配信された。
- 第38回（2009年12月9日配信）、第39回（2009年12月16日配信）では、SME乃木坂ビルにて行われた『風をあつめて/Brave my heart』発売記念イベントの公開録音の模様が配信された（第38回進行は高垣、第39回進行は豊崎）。また、通常放送では1コーナーしか行われないが、この公開録音では第38回配信分で『高垣彩陽の「全国ぬるキャラ甲子園」』と『戸松遥の「バツゲーム研究所」』、第39回配信分では『豊崎愛生の「対決☆でまかせ番長」』（但し、第32回配信と同様の特別編）と『寿美菜子の「ビューティフルひゅー麺ライフ」』の2コーナー行われた。
- 第40回（2009年12月23日配信）では、『クリスマススペシャル』と題した特別放送が行われた（進行は寿）。特別放送内では、『リスナーから募集したスフィアのメンバーに言ってもらいたいひとことにチャレンジする』という特別企画が行われた。
- 2011年3月20日に予定されていた握手会が、東北地方太平洋沖地震の影響で中止になった代替として、『みえるpl@net sphere』が13時よりUstreamで生放送。
- 2012年9月5日配信予定の第174回放送は、都合によりお休みとなった。